# Curzio Malaparte
Curzio Malaparte, pseudònim de Kurt Erich Suckert (Prato, 9 de juny de 1898 – Roma, 19 de juliol de 1957), va ser un escriptor, periodista, oficial, corresponsal de guerra i diplomàtic italià del segle xx. Va provar sort també, en una ocasió, com a director de cinema.
Particularment conegut a Europa per la seva novel·la Kaputt; per les seves narracions autobiogràfiques a La pelle, sobre la seva experiència com a periodista i oficial durant la Segona Guerra Mundial, i per Maledetti Toscani.
Va fer escriure al seu mausoleu en lletres majúscules: «IO SON DI PRATO, M'ACCONTENTO D'ESSER DI PRATO, E SE NO FOSSI NATO PRATESE, VORREI NON ESSER VENUTO AL MONDO». Concedia una gran importància emocional a la Toscana, als toscans i a la gent de Prato.
El seu pseudònim, que va utilitzar des de 1925, va ser concebut per ell com una paronomàsia humorística basat en el mot "Bonaparte".

## Joventut
Kurt Erich Suckert, fill de mare italiana (la milanesa Edda Perelli) i de pare alemany (el tintorer saxó Erwin Suckert), va néixer a Prato. Quan va néixer, la seva mare era molt jove. Després de l'escola primària va anar al liceu Cicognini de Prato, on va ser un bon estudiant. En 1914, es va escapar del liceu i va travessar la frontera a peu per Ventimiglia fins a arribar a França.

## Voluntari en la Primera Guerra Mundial
Malgrat la seva joventut, l'any 1914, amb l'esclat de la Primera Guerra Mundial es va allistar a les forces armades franceses amb només 16 anys.
Itàlia es va mantenir neutral, ell es va allistar a la Legió Garibaldina, i, més tard, va entrar a la Legió Estrangera francesa. L'any 1915 Itàlia entra a la guerra. Malaparte va entrar al cos Alpí de l'Exèrcit italià. Immediatament després que s'acabés la guerra va intentar publicar el seu primer llibre, Viva Caporetto!, una novel·la assaig sobre la guerra que va veure a Roma, corrompuda, el principal enemic a combatre. Després d'escriure l'obra, l'any 1919 va començar les seves activitats periodístiques. El seu primer treball, després d'haver estat rebutjat per molts editors (incloent al seu amic Giuseppe Prezzolini), va ser publicat per primera vegada a costa de Prato, l'any 1921, i es van apoderar immediatament del nou llibre publicat aquell mateix any amb el nom de La rivolta dei santi maledetti.

## Adhesió al feixisme
Ja des de 1920 Malaparte s'havia unit al Partit Nacional Feixista de Benito Mussolini i el setembre de 1922 va participar en la marxa sobre Roma. L'any 1924, sota el nou règim, va administrar diverses editorials, entre elles la de La Voce di Prezzolini. Arran de la mort de Matteotti, va ser el defensor més entusiasta dels "durs-els esquadrons de" fundar i dirigir la revista "La conquesta de l'Estat", que (com el de "Il Selvaggio" de Mino Maccari) va portar a Mussolini, el discurs del 3 de gener de 1925, a la dictadura. L'any 1925 va ser un dels signants del "Manifesto degli intellettuali fascisti".
Teoritzant amb Leo Longanesi i Mino Maccari el moviment "Strapaese" (però al mateix temps, teoritzant amb Massimo Bontempelli el seu oposat, és a dir, el moviment "Stracitta"), Malaparte va ser un dels "ideòlegs" del feixisme. Resumeix en si els elements trandicionals i camperols-agraris (precisament "Strapaese") i les relaciona amb la modernitat i la industrialització ("Stracitta"), que també combat elements oposats en què contradiu el mateix Mussolini. Tant és així que Piero Gobetti, sense deixar de reconèixer el talent al seu adversari, va escriure el prefaci de l'assaig que volia publicar, Italia Barbara (Gobetti, Torí 1925). Va signar aquest excel·lent assaig, com Curzio Malaparte Suckert: inspirat en un llibre del segle xix ("I Malaparte e i Bonaparte nel primo centenario di un Malaparte-Bonaparte"), va decidir el desembre de 1925 signar com a Curzio Malaparte.
Es va començar a distanciar del feixisme perquè el règim i la dictadura instaurada després del 3 de gener de 1925 van començar a defraudar les esperances de la revolució social que havia atret al principi. L'any 1928 es va fer càrrec de la revista "L'Italia letteraria". Es va convertir el 1929 en director de "La Stampa" de Torí (que ell va anomenar Mino Maccari editor en cap). El 1931 va publicar, a França, el llibre "Tecnica del colpo di stato", reconegut com un atac fonamental contra Hitler i Mussolini. Pel llibre i el caràcter individualista dels seus escrits, va ser acomiadat per primera vegada del diari La Stampa.

## Exili
El 1933 va ser confinat a l'illa de Lipari, amb acusacions d'antifeixista per les activitats realitzades a l'estranger. El llibre "Tecnica del colpo di stato" va ser considerat com una invitació a la conquesta del poder mitjançant l'enderrocament violent de l'Estat, tot i que Malaparte afirmava, en canvi, com un intent a fer una anàlisi tècnica per a la defensa de l'estat. Durant aquest període, però, va continuar publicant una sèrie d'assaigs a la BBC sota el pseudònim de "Cándido".
«Meglio un giorno da leone che 100 da Agnelli!»
A causa de la relació amorosa amb la vídua de Edoardo Agnelli, Virginia Bourbon del Monte, es va enfrontar diverses vegades amb el cap de la família Agnelli, el senador Giovanni Agnelli. Una llegenda urbana diu que ell és el pare d'Umberto Agnelli, el germà de l'advocat Gianni Agnelli.

## Amistat amb Ciano
Gràcies a la intervenció de Galeazzo Ciano, amic seu i ministre de Relacions Exteriors, Malaparte va ser capaç de tornar en llibertat, treballant com a corresponsal per al "Corriere della Sera". L'any 1936 va construir a Capri, amb l'arquitecte Adalberto Libera, la bonica Villa Malaparte; aquesta residència, enfilada en un penya-segat amb vistes al mar, era sovint un lloc de trobada d'artistes i intel·lectuals, un dels salons més exclusius de moda. Va fundar i va dirigir la revista "Perspectives".

## Segona Guerra Mundial
Va participar en la Segona Guerra Mundial, en un primer moment amb el rang de capità a l'Exèrcit alpí, i, més tard, mentre treballava com a corresponsal del "Corriere della Sera", va ser capaç de viatjar a diferents llocs d'Europa, incloent França, Alemanya, Polònia i el front rus. No se sap gaire de la vida Curzio Malaparte entre el 1940 i el 8 de setembre de 1943. Alguns documents inèdits dels arxius nord-americans parlen sobre la relació entre l'escriptor i les forces nord-americanes estacionades a Itàlia. Mobilitzat amb el grau de capità, es va allistar al cinquè Regiment Alpí, Malaparte, seguit per la guerra greco-italiana el setembre de 1940. A finals de març de 1941 es va traslladar a Iugoslàvia, on va ser l'únic corresponsal de guerra estranger arran de les tropes alemanyes. Després de la victòria de l'Eix, es va traslladar a Croàcia, on va ser testimoni de "la creació i organització del nou Estat de Croàcia". A principis de juny del 1941 va ser ordenat per arribar a la frontera entre Romania i la Unió Soviètica en el cas d'un conflicte amb l'URSS. Des del començament de la campanya va seguir l'avanç a Besarabia i Ucraïna amb l'onzena divisió de l'exèrcit a Alemanya. Al final de l'any podria tornar a Itàlia per passar el Nadal amb la família. Va partir de Roma, el 7 de gener de 1942, cap al Front Oriental. Malaparte, en els seus primers escrits, havia assumit una actitud crítica cap al règim nazi i havia elogiat l'eficàcia de l'exèrcit soviètic. Per aquesta raó, les autoritats alemanyes no es van acostar al teatre d'operacions. Ja al febrer Malaparte va abandonar el front de l'Est. Va passar més d'un any a Finlàndia. El 25 de juliol de 1943 li van arribar notícies de la caiguda de Mussolini. De tornada, es va instal·lar a la seva casa de Capri. Les seves experiències durant la guerra van proporcionar el material per a la seva novel·la, Kaputt, publicada en 1944 per l'editor Casella di Napoli, probablement la seva obra més coneguda a l'estranger. Aquesta novel·la, sovint acusada de complaença, és un relat vívid i surrealista dels militars i diplomàtics italians i nazis, així com una forta crítica a les atrocitats de la guerra.

## Amb els aliats
El novembre de 1943 va ser detingut per la CIC, el contraespionatge aliat. Va ser posat en llibertat als pocs dies, ja que es va considerar la relació entre Ciano i el govern grec en les negociacions que van tenir lloc abans que Itàlia ataqués el país. Des de llavors, va decidir col·laborar amb el CIC, fent un informe setmanal amb el seu cap, el coronel Henry Cummings. L'associació entre Curzio i la CIC va durar fins a l'alliberament.
El 1944, va tornar Malaparte a l'exèrcit italià com a oficial d'enllaç amb el comandament aliat del Cos italià d'Alliberament amb el grau de capità. L'arribada de les forces d'alliberament d'Amèrica a Nàpols, i la prostració profunda de Nàpols, és el relat central de la segona novel·la, La pelle, publicada el 1949 a l'editorial Aria d'Itàlia. El treball va ser indexat a l'Església catòlica.
A la novel·la La pelle Malaparte va escriure el següent:
«All'affettuosa memoria del Colonnello Henry H. Cumming, dell'Università di Virginia, e di tutti i bravi, i buoni, gli onesti soldati americani, miei compagni d'arme dal 1943 al 1945, morti inutilmente per la libertà dell'Europa.»
Des del diari l'Unità va recordar els esdeveniments dels franctiradors que van disparar des de la costa nord de Florència als nord-americans per evitar que travessessin el pont de Vecchio.

## Postguerra
Es va traslladar a París el 1947, va escriure les obres Du coté de chez Proust i Das Kapital, recollint poc èxit.
Ja el 1944, a Nàpols, però sobretot després de la guerra, Malaparte es va afiliar al Partit Comunista Italià (que li havia negat durant molts anys el carnet de soci). En 1950 va escriure i va dirigir la pel·lícula Cristo Proibito, que va guanyar premis al Festival de Cinema de Berlín. En els anys següents col·laborà amb el setmanari "Il Tempo" amb un llibre molt viu: Il Serraglio. El 1957 va viatjar a l'URSS i a la Xina, però abans va haver de tornar a causa d'una malaltia pulmonar que el turmentava. En aquests mesos de malaltia es va apropar al catolicisme. Va morir el mes de juliol a Roma de càncer, considerat per alguns com el resultat de la intoxicació per gas mostassa que a la Primera Guerra Mundial va patir. Curzio Malaparte va ser enterrat en un mausoleu construït al cim de la muntanya Spazzavento, un turó amb vistes Lawn, d'acord amb la seva voluntat. La frase "...e vorrei avere la tomba lassù, in vetta allo Spazzavento, per sollevare il capo ogni tanto e sputare nella fredda gora del tramontano" apareix en la seva tomba juntament amb un altre que diu "Io son di Prato, m'accontento d'esser di Prato, e se non fossi nato pratese vorrei non esser venuto al mondo", totes dues preses del llibre Maledetti Toscani. De Malaparte, Eugenio Montale, una vegada va dir: «Un parlatore squisito e un grande ascoltatore pieno di tatto ed educazione.»